# ترانه آتش
ترانه آتش نام یک فیلم ایرانی به کارگردانی روح اله سهرابی و تهیه کنندگی محسن توکل فرد است.این فیلم محصول مشترک وزارت نفت و صداوسیمای ایران می باشد که درسال۱۳۹۷ تولید و در سال ۱۳۹۸ به نمایش درآمده است.ترانه آتش در خوزستان تولید شده و یکی از مجموعه هایی است که همزمان با پیشبرد قصه به ظرفیتهای منحصربفرد خوزستان از نظر فرهنگی،جغرافیایی و تاریخی پرداخته است. نمایش ترانه آتش در تلویزیون ایران بازخورد مثبت مخاطبین و رسانه ها را در پی داشت.

## خلاصه داستان
ترانه آتش قصه یک مهندس ایرانی را روایت می‌کند که برای شکستن تحریمهای نفتی علیه ایران وارد عمل شده و گروهی از نخبگان شرکت نفت را دور هم جمع می‌کند. اگرچه مشکلات خانوادگی به‌ویژه اختلاف نظر با فرزند بخش قابل توجهی از ذهن مهندس را به خود مشغول کرده اما در نهایت با همراهی دوستان و ابتکار فرزند نخبه اش از پس این کار سخت و پیچیده برمی آید.

## بازیگران
- جعغر دهقان
- محمد کاسبی
- حمید لولایی
- رضا ایرامنش
- شهرزاد عبدالمجید
- حمید متقی
- سیدعلی موسوی
- مریم دودانگه
- زهرا نادری فر
- رسول بهارانگیز
- مهران نصرت پناه

## عوامل
- تهیه کننده:محسن توکل فرد
- کارگردان:روح اله سهرابی
- فیلمبردار:حمیداحمدی
- نویسنده:حسین تراب نژاد
- موسیقی:احسان بیرق دار
- طراح صحنه ولباس:روح اله سهرابی
- گریم:اقبال القاسی
- صدابردار:علیرضاافخمی
- صداگذار:امیرحسین رسولی
- تدوین: رسول صبوری
- دستیاراول و برنامه ریز:فرشادارج
- منشی صحنه:جیران جناب
- عکاس وتصویربردارپشت صحنه:حسین فرهادزاده
- تولید:حسن هاشمی نسب،احمدمکارزاده